# Трећа звезда
Трећа звезда (енгл. Third Star) британска је драма из 2010. режисерке Хети Далтон. Радња прати Џејмса, младића оболелог од рака, који одлучује да након 29. рођендана са тројицом најбољих пријатеља отпутује до своје омиљене плаже на западу Велса. Главне улоге тумаче Бенедикт Камбербач, Џеј Џеј Филд, Том Берк и Адам Робертсон.